# 채 궁후
채 궁후(蔡 宮侯)는 채나라의 제4대 군주이다. 성은 희(姬). 이름은 기록이 남아 있지 않아 알 수 없다. 채백 황의 아들이다.